# أنتوني جينينغز
أنتوني جينينغز (بالإنجليزية: Anthony Jennings)‏ هو لاعب كرة قدم أمريكية أمريكي، ولد في 31 أكتوبر 1994 في ماريتا في الولايات المتحدة.